# 錫沃拉縣
錫沃拉縣（英語：Cibola County）是位於美国新墨西哥州西部的一個郡，西鄰亞利桑那州，面積11,763平方公里。根據2020年美國人口普查，本縣共有人口27,172人。本縣縣治為格蘭茨。
本縣成立於1981年6月19日，是自巴倫西亞縣獨立，亦是新墨西哥州最後成立的縣。本縣縣名來自傳說中的錫沃立的七座黃金城。

## 地理

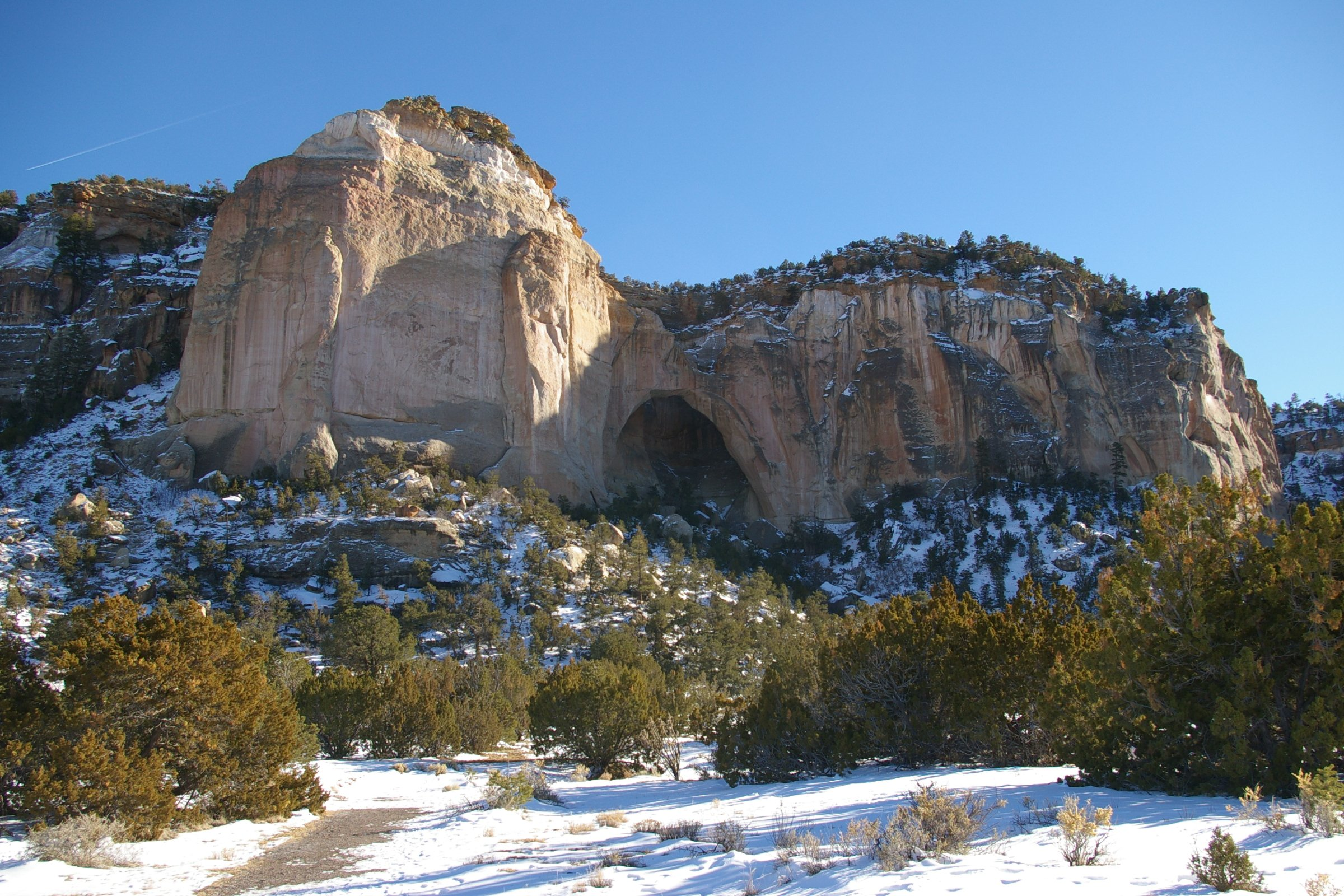
埃爾馬爾佩斯國家紀念區

根據2000年人口普查，錫沃拉縣的總面積為4,542平方英里（11,760平方），其中有4,539平方英里（11,760平方），即99.94%為陸地；2平方英里（5.2平方），即0.06%為水域。本縣既是新墨西哥州面積第十大的縣份，亦是美國面積第82大的縣份。

### 毗鄰縣
- 新墨西哥州 麥金萊縣：北方
- 新墨西哥州 桑多瓦爾縣：東北方
- 新墨西哥州 伯納利歐縣：東方
- 新墨西哥州 巴倫西亞縣：東方
- 新墨西哥州 索科羅縣：東南方
- 新墨西哥州 卡特倫縣：南方
- 亞利桑那州 阿帕契縣：西方

### 國家保護區
- 西波拉国家森林（部分）
- 埃爾馬爾佩斯國家保護區（英语：El Malpais National Conservation Area）
- 埃爾馬爾佩斯國家紀念區（英语：El Malpais National Monument）
- 埃爾莫羅國家紀念區（英语：El Morro National Monument）

## 人口
| 调查年            | 人口   | 备注 | %±   |
| ----------------- | ------ | ---- | ---- |
| 1990              | 23,794 |      | —    |
| 2000              | 25,595 |      | 7.6% |
| 2010              | 27,213 |      | 6.3% |
| [ 5 ] [ 6 ] [ 7 ] |        |      |      |

### 2010年
根據2010年人口普查，錫沃拉縣擁有27,213居民。而人口是由41.8%白人、1%黑人、41%原住民、0.5%亞裔0.1%太平洋岛民、12.5%其他種族和3.1%混血构成。而西班牙裔或拉丁美洲人佔了人口36.5%。

### 2000年
根據2000年人口普查，錫沃拉縣擁有25,595居民、8,327住戶和6,278家庭。其人口密度為每平方英里6居民（每平方公里2居民）。本縣擁有10,328間房屋单位，其密度為每平方英里2間（每平方公里1間）。而人口是由39.61%白人、0.96%黑人、40.32%原住民、0.38%亞裔、0.05%太平洋岛民、15.44%其他種族和3.24%混血构成。而西班牙裔或拉丁美洲人佔了人口33.42%。
在8,327住户中，有38%擁有一個或以上的兒童（18歲以下）、50.6%為夫妻、18.3%為單親家庭、24.6%為非家庭、21.1%為獨居、7.3%住戶有同居長者。平均每戶有2.95人，而平均每個家庭則有3.41人。在25,595居民中，有30.7%為18歲以下、9.6%為18至24歲、27.5%為25至44歲、21.5%為45至64歲以及10.7%為65歲以上。人口的年齡中位數為33歲，女子對男子的性別比為100：95.5。成年人的性別比則為100：92.2。
本縣的住戶收入中位數為$27,774，而家庭收入中位數則為$30,714。男性的收入中位數為$27,652，而女性的收入中位數則為$20,078，人均收入為$11,731。約21.5%家庭和24.8%人口在貧窮線以下，包括32%兒童（18歲以下）及17.7%長者（65歲以上）。